# La Piarre
 La Piarre  es una comuna y población de Francia, en la región de Provenza-Alpes-Costa Azul, departamento de Altos Alpes, en el distrito de Gap y cantón de Serres.
Está integrada en la Communauté de communes du Serrois.

## Demografía
| 94 | 77 | 62 | 61 | 57 | 63 |
| Para los censos de 1962 a 1999 la población legal corresponde a la población sin duplicidades (Fuente: INSEE [Consultar]) |    |    |    |    |    |